# Al-Shorta Sports Club (pallacanestro)
L'Al-Shorta Sports Club (in arabo الشرطة‎?, "Club sportivo della Polizia") è una società di pallacanestro irachena con sede nella città di Baghdad, facente parte della polisportiva dell'Al-Shorta Sports Club, attiva in diciotto sport diversi, più di ogni altra polisportiva irachena; la squadra compete nella massima competizione nazionale, la Iraqi Basketball Premier League.
I colori sociali della squadra sono il verde ed il bianco; le partite casalinghe vengono giocate presso la Al-Shaab Hall situato nella capitale Baghdad che può ospitare 2.800 spettatori a sedere.

## Storia
Le sezioni sportive iniziarono a formarsi all'interno delle forze di polizia irachene, tra gli anni venti e trenta del novecento; nel 1932, nacque la prima sezione sportiva ufficiale con la creazione della squadra calcistica,denominata Montakhab Al-Shorta..
Le prime squadre di basket furono formate dai reparti della Scuola di Polizia, conosciuta come Madaris Al-Shorta, e quella della Forza mobile, che prendeva il nome di Al-Quwa Al-Siyara ; entrambe le squadre parteciparono alla Coppa dell'Associazione musulmana dei giovani nel 1951. Dopo la fondazione della Federazione cestistica dell'Iraq avvenuta nel 1948, venne istituito un sistema di campionati regionali per le varie squadre di basket sparpagliate nel paese, la capitale Baghdad e le città vicine vennero inserite in un unico campionato, e la Forza di Polizia irachena decise che un'unica squadra, che prese il nome di Al-Shorta Select, avrebbe rappresentato la polizia nella massima divisione regionale.
L'Al-Shorta Select nel 1961 raggiunse la finale del Campionato di pallacanestro di Baghdad, ma perse la partita finale per 62-73 contro l'Al-Hawat. La rappresentativa partecipò anche alla Iraqi Liwas Basketball Cup nel 1962, una competizione giocata tra squadre selezionate di diverse province irachene, perdendo però nella partita d'esordio con il risultato di 36–58 contro il Baghdad Civilian Select. L'Al-Shorta Select giocò anche partite contro squadre straniere che si trovavano in visita in Iraq, tra le quali una partita contro una selettiva rappresentante la compagnia libanese della Middle East Airlines, tenutasi a Baghdad nell'aprile 1963, ed una partita contro la squadra militare dell'esercito americano stanziato nel paese, il 22 novembre 1965, che l'Al-Shorta perse con il risultato di 71–107. Nel 1966, invece l'Al-Shorta Select raggiunge la finale della Coppa della Repubblica, ma venne sconfitta con un punteggio di 69-79 dalla Selezione delle Forze Armate irachena.
Nel 1974, il mondo sportivo iracheno venne riformato con l'introduzione di una regola che non prevedeva più la possibilità, per le rappresentative sportive degli organi istituzionali, di partecipare ai campionati nazionali; questa rivoluzione portò alla fondazione dell'Al-Shorta Sports Club, una società sportiva a tutti gli effetti che fu ufficialmente registrata, presso il Ministero della Gioventù e dello Sport, nel 1978, con la squadra che però restava dipendente dal Ministero dell'interno iracheno. Nella stagione 1979-1980 venne fondata la Iraqi Basketball Premier League, la prima lega nazionale per club di basket in Iraq, l'Al-Shorta prese parte alla prima edizione, concludendo la stagione con un terzo posto, posizionandosi dietro all'Al Karkh SC ed hai vincitori dell'Al Jaish Baghdad.
L'Al-Shorta vinse il suo primo titolo nella Iraqi Basketball Premier League al termine della stagione 1994-95 sotto la guida dell'allenatore Jabbar Kamil, riuscendo poi a manterne il titolo nazionale anche l'annata successiva quella 1995-1996, guidati dal capitano Abbas Khudhair, che venne anche nominato Giocatore della stagione. 
Nel 2012, l'Al-Shorta ha partecipato all'edizione, svoltati quell'anno a Benghazi, della Arab Club Basketball Championship che ha concluso con un quarto posto nella classifica finale.
Nella stagione 2014-15 l'Al-Shorta, a venti anni di distanza dalla prima vittoria nella Iraqi Basketball Premier League, tornò a conquistare il massimo campionato iracheno sconfiggendo Al Karkh SC nella serie finale, giocata al meglio delle tre gare, grazie ad un canestro da tre punti di DeAndre Rice negli ultimi secondi della terza e decisiva partita, che ha permesso all'Al-Shorta di trionfare con il risultato finale di 90-89.
La vittoria del terzo e per ora ultimo titolo nazionale, ha qualificato l'Al-Shorta per l'Arab Club Basketball Championship 2015 e la FIBA Asia Champions Cup 2016, competizioni in cui l'esperienza del team si è fermata ai quarti di finale in entrambi i tornei.
Dalla stagione 2016-17 fino alla stagione 2022-23, Al-Shorta ha raggiunto la finale della Iraqi Basketball Premier League sei volte consecutive, ma in ognuna di queste occasioni è usciata sconfitta dalla scontro contro l'Al-Naft. Unico successo arrivato in queste ultime stagioni per l'Al-Shorta è stata la vittoria della Iraqi Basketball Perseverance Cup nel 2022 dopo aver sconfitto il Dijlah Al Jamiea in finale con il risultato di 87-80.
Nella stagione 2023-2024, prendono parte per la prima volta alla seconda edizione della West Asia Super League, andando a sostituire la squadra giordana dell'Al-Ahli Amman.

## Palmarès

### Titoli Nazionali
- Iraqi Basketball Premier League: 3
  - 1994-1995, 1995-1996, 2014-2015
- Iraqi Basketball Perseverance Cup: 1
  - 2022

## Roster attuale
Il roster per la stagione 2023-2024
|    | Naz.                                        | Ruolo | Sportivo                 | Anno | Alt. | Peso |  |
| -- | ------------------------------------------- | ----- | ------------------------ | ---- | ---- | ---- |  |
| 0  | Stati Uniti (bandiera)                      | PG    | Unique McLean            | 1997 | 188  | 78   |  |
| 1  | Stati Uniti (bandiera) · Armenia (bandiera) | PG    | Terry Smith              | 1986 | 185  | 79   |  |
| 2  | Stati Uniti (bandiera)                      | PG    | Lamont Jones             | 1990 | 183  | 89   |  |
| 3  | Iraq (bandiera)                             | G     | Mustafa Alalili          | 2000 | 195  | 90   |  |
| 5  | Iraq (bandiera)                             | PG    | Alhur Al-Rubaye          | 2002 | 182  | 76   |  |
| 7  | Iraq (bandiera)                             | G     | Hassan Abdullah          | 1992 | 190  | 86   |  |
| 8  | Iraq (bandiera)                             | G     | Omar Alazawi             | 1988 | 188  | 84   |  |
| 11 | Iraq (bandiera)                             | AP    | Muntadher Ali Al Nasrawi | 2004 | 192  | 85   |  |
| 12 | Iraq (bandiera)                             | AG    | Hussein Talib            | 1990 | 198  | 90   |  |
| 15 | Iraq (bandiera)                             | C     | Mohammed Al-Khafaji      | 1991 | 209  | 105  |  |
| 21 | Iraq (bandiera)                             | C     | Malik Nahi               | 1986 | 210  | 104  |  |
| 23 | Stati Uniti (bandiera)                      | AG    | Delwan Graham            | 1988 | 200  | 100  |  |
| 24 | Iraq (bandiera)                             | AG    | Ali Ismael               | 1989 | 200  | 97   |  |
| 77 | Iraq (bandiera)                             | G     | Hussein Al-Mahmood       | 1996 | 190  | 85   |  |

### Staff tecnico
| Ruolo           | Nome             |
| --------------- | ---------------- |
| Capo Allenatore | Ghassan Sarkis   |
| Assistente      | Muayad Al-Rikabi |